# Karl Graf (Fußballspieler)
Karl Graf (* 27. Oktober 1906; † 31. Dezember 1955) war ein österreichischer Fußballspieler.

## Vereinskarriere
Nach mehreren Stationen bei unterklassigen Vereinen gab Graf 1923 sein Debüt in der I. Liga für den FC Ostmark. Nach Ende der Saison wechselte er zur Vienna, wo er allerdings in weiterer Folge nur sehr selten zum Einsatz kam und 1926 zum Floridsdorfer AC ging. Dort konnte er sich einen Stammplatz als rechter Verteidiger sichern und erhielt nach einer erfolgreichen Saison 1927 ein Angebot des FK Austria Wien, der einen Nachfolger für den in die USA abgewanderten Johann Tandler suchte. Graf wechselte zu den Ober-St. Veitern, wo er die nächsten sieben Jahre seiner Laufbahn verbringen sollte. Zunächst bildete er ein Abwehrduo mit Emil Regnard, dann mit dem zurückgekehrten Tandler, ehe er ab 1929 als rechter Außenläufer eingesetzt wurde. Als Tandler den Verein abermals verließ, übernahm Graf wieder den Posten in der Abwehr, wo er in weiterer Folge meist mit Walter Nausch zusammenspielte.
Während dieser Zeit konnte die Austria in der Meisterschaft nie um den Titel mitspielen, meist reichte es nur für einen Platz im Mittelfeld der Tabelle. Erst 1933 konnte Graf seinen ersten Titel holen, als die Austria den ÖFB-Cup mit einem 1:0 gegen den Brigittenauer AC für sich entscheiden konnte, was gleichzeitig auch die Teilnahme am Mitropacup bedeutete. Nach Siegen über Slavia Prag und Juventus Turin standen die Violetten im Endspiel, wo Ambrosiana Inter Mailand nach einem 1:2 in Mailand noch mit 3:1 im Rückspiel bezwungen werden konnte.
1934 verließ Graf die Austria und war bis 1942 für den Wiener Sport-Club tätig. Größte Erfolge während dieser Zeit waren der Vizemeistertitel in der Saison 1937/38 sowie das zweimalige Erreichen des Cupfinales, welches jedoch 1937 gegen die Vienna und 1938 gegen den Sportclub Schwarz-Rot Wien verloren ging.

## Nationalmannschaft
Im Mai 1928 lief Graf erstmals für die Nationalmannschaft auf, als in Wien die Jugoslawen mit 3:0 besiegt wurden. Die Konkurrenz auf der rechten Abwehrseite war zu dieser Zeit mit Karl Rainer und Roman Schramseis jedoch hochklassig und so fand Graf in den nächsten Jahren ausschließlich im Wiener Städteteam Berücksichtigung. Erst im Juli 1932 folgte der zweite und letzte Einsatz im Nationalteam, als Verbandskapitän Hugo Meisl für ein in Stockholm stattfindendes Länderspiel eine Mannschaft aufs Feld schickte, die überwiegend aus Spielern der auf Skandinavientournee befindlichen Mannschaften von Austria und Admira bestand. Mit dem 4:3 gegen die Schweden kam Graf somit auch zu einem Einsatz in der Wunderteam-Ära. Karl Graf verstarb am Silvesterabend des Jahres 1955 und wurde am Wiener Zentralfriedhof bestattet.

## Erfolge
- 1× Mitropacup: 1933
- 1× österreichischer Vizemeister: 1938
- 1× ÖFB-Cup: 1933
- 3× ÖFB-Cup-Finale: 1930, 1937, 1938
- 2 Spiele für die österreichische Fußballnationalmannschaft: 1928–1932

## Trivia
- Sein älterer Bruder Josef Graf war ebenfalls als Fußballspieler tätig und absolvierte für den FC Ostmark und den SC Rudolfshügel einige Partien in der obersten Spielklasse.